# فلات پوتورانا
فلات پوتورانا (به لاتین: Putorana Plateau) یک توده‌کوه در روسیه است که در سرزمین کراسنویارسک واقع شده‌است.